# Сріблястий пил
«Сріблястий пил» — радянський художній фільм, знятий у 1953 році режисером Абрамом Роомом за мотивами п'єси А. Якобсона «Шакали».

## Сюжет
Фантастичний політичний фільм з елементами детективу, який бичує пороки «загниваючого» Заходу: американську воєнщину, мілітаризм, расизм, продажні правосуддя і науку, релігійне мракобісся і нечесну комерцію тощо.
Дія фільму розгортається в США. Вчений Стіл прагне в житті тільки до однієї мети — збагачення. Одного разу професор винаходить нову потужну зброю масового знищення людей — смертоносний радіоактивний сріблясто-сірий пил… За право володіти винаходом Стіла починається боротьба двох військово-промислових трестів-гігантів із залученням гангстерів.

## В ролях
| Актор               | Роль                                                            |
| ------------------- | --------------------------------------------------------------- |
| Михайло Болдуман    | професор Самуїл Стіл                                            |
| Софія Пілявська     | Доріс Стіл                                                      |
| Валентина Ушакова   | Джен                                                            |
| Микола Тимофєєв     | Аллан О'Коннел                                                  |
| Всеволод Ларіонов   | Гаррі, молодший син Доріс Стіл                                  |
| Володимир Бєлокуров | Ептон Брюс, Президент Південного хімічного тресту               |
| Ростислав Плятт     | МакКеннеді, генерал                                             |
| Григорій Кирилов    | Курт Шнейдер                                                    |
| Олександр Ханов     | Чарльз Армстронг, доктор                                        |
| Валерій Лєкарев     | Гідеон Сміт                                                     |
| Геннадій Юдін       | Дік Джонс                                                       |
| Зана Заноні         | Мері Робінсон                                                   |
| Д. Колмогоров       | Бен Робінсон                                                    |
| Олександр Пелевін   | Джо Твіст                                                       |
| Лідія Смирнова      | Флоссі, дівчата з бару                                          |
| Осип Абдулов        | шериф Смайлс                                                    |
| Леонід Пирогов      | затриманий безробітний у поліцейській дільниці (немає в титрах) |